# Fussballclub Thun 1898 2007-2008
Questa voce raccoglie le informazioni riguardanti il Fussballclub Thun 1898 nelle competizioni ufficiali della stagione 2007-2008.

## Stagione
Nella stagione 2007-2008 il Thun, allenato da René van Eck, concluse il campionato di Super League al 10º posto. In Coppa Svizzera il Thun fu eliminato in semifinale dal Basilea.

## Rosa
| N. |                       | Ruolo | Calciatore          |
| -- | --------------------- | ----- | ------------------- |
| 1  | Svizzera (bandiera)   | P     | Patrick Bettoni     |
| 2  | Rep. Ceca (bandiera)  | D     | Lukáš Došek         |
| 3  | Argentina (bandiera)  | D     | Óscar Espósito      |
| 4  | Portogallo (bandiera) | D     | Luis Calapes        |
| 6  | Svizzera (bandiera)   | C     | Roman Friedli       |
| 7  | Slovacchia (bandiera) | D     | Ľubomír Guldan      |
| 8  | Argentina (bandiera)  | C     | Alejandro Gavatorta |
| 9  | Svizzera (bandiera)   | A     | Milaim Rama         |
| 10 | Georgia (bandiera)    | A     | Sandro Iashvili     |
| 11 | Svizzera (bandiera)   | C     | Andres Gerber       |
| 12 | Svizzera (bandiera)   | C     | Mirson Volina       |
| 14 | Svizzera (bandiera)   | D     | Marco Hämmerli      |
| 15 | Senegal (bandiera)    | A     | Pape Omar Faye      |
| 16 | Polonia (bandiera)    | A     | Zbigniew Zakrzewski |
| 17 | Svizzera (bandiera)   | A     | Julian Bühler       |
| 18 | Svizzera (bandiera)   | P     | Alain Portmann      |

| N. |                          | Ruolo | Calciatore               |
| -- | ------------------------ | ----- | ------------------------ |
| 19 | Liechtenstein (bandiera) | C     | Franz Burgmeier          |
| 20 | Argentina (bandiera)     | C     | Ezequiel Óscar Scarione  |
| 21 | Portogallo (bandiera)    | C     | Nelson Ferreira          |
| 22 | Svizzera (bandiera)      | P     | Sascha Stulz             |
| 23 | Senegal (bandiera)       | C     | Ibrahima Ba              |
| 24 | Finlandia (bandiera)     | D     | Ari Nyman                |
| 25 | Italia (bandiera)        | D     | João Di Fabio            |
| 26 | Svizzera (bandiera)      | C     | Fabian Stoller           |
| 28 | Svizzera (bandiera)      | C     | Stephan Andrist          |
| 31 | Svizzera (bandiera)      | D     | Stefan Glarner           |
| 33 | Svizzera (bandiera)      | D     | Benjamin Lüthi           |
| 34 | Svizzera (bandiera)      | D     | Yves Zahnd               |
| 34 | Svizzera (bandiera)      | C     | Edis Colic               |
| 35 | Svizzera (bandiera)      | A     | Alaoui Sidimoulayelfadil |
|    | Svizzera (bandiera)      | D     | Sandro Galli             |

## Organigramma societario
Area tecnica
- Allenatore:
- Allenatore in seconda: Christian Brand
- Preparatore dei portieri:
- Preparatori atletici:

## Calciomercato

### Sessione estiva
| Acquisti | Acquisti        | Acquisti       | Acquisti |
| R.       | Nome            | da             | Modalità |
| -------- | --------------- | -------------- | -------- |
| D        | Ľubomír Guldan  | Senec          |          |
| C        | Adriano Pimenta | Yokohama FC    |          |
| C        | Stephan Andrist | Thun II        |          |
| C        | Ibrahima Ba     | Al-Ahli Doha   |          |
| A        | Pape Omar Faye  | Vaduz          |          |
| A        | Sandro Iashvili | Dinamo Tbilisi |          |
| D        | Vedran Ješe     | Bnei Yehuda    |          |

| Cessioni | Cessioni     | Cessioni      | Cessioni |
| R.       | Nome         | a             | Modalità |
| -------- | ------------ | ------------- | -------- |
| D        | Sandro Galli | Delémont      |          |
| D        | Armand Deumi | Gaziantepspor |          |
| A        | Juho Mäkelä  | Hearts        |          |

### Sessione invernale
| Acquisti | Acquisti            | Acquisti | Acquisti |
| R.       | Nome                | da       | Modalità |
| -------- | ------------------- | -------- | -------- |
| A        | Zbigniew Zakrzewski | Sion     |          |
| C        | Franz Burgmeier     | Basilea  |          |

| Cessioni | Cessioni            | Cessioni | Cessioni |
| R.       | Nome                | a        | Modalità |
| -------- | ------------------- | -------- | -------- |
| D        | Vedran Ješe         | Ashdod   |          |
| D        | Mario Schönenberger | Kriens   |          |

## Risultati

### Super League

#### Prima fase, girone di andata
| Arbitro: | Petignat |

|  |           |               |
|  | Marcatori | 50’ Domínguez |

| Arbitro: | Studer |

|             |           |           |
| Merenda 88’ | Marcatori | 14’ Nyman |

| Arbitro: | Circhetta |

|            |           |  |
| Gerber 52’ | Marcatori |  |

| Arbitro: | Kever |

|                                       |           |          |
| Alphonse 2’ Raffael 23’ Chikhaoui 32’ | Marcatori | 17’ Faye |

| Arbitro: | Laperrière |

|                            |           |                                           |
| Ferreira 31’ Gavatorta 87’ | Marcatori | 1’, 8’ Sermeter 50’, 66’ Ianu 82’ Rogério |

| Berna 19 agosto 2007, ore 16:00 CEST 6ª giornata | Young Boys | 0 – 0 referto | Thun | Stade de Suisse (23 547 spett.)\| Arbitro: \| Petignat \| |
| Arbitro:                                         | Petignat   |               |      |                                                           |

| Arbitro: | Circhetta |

|              |           |  |
| Ferreira 25’ | Marcatori |  |

| Arbitro: | Wermelinger |

|                              |           |          |
| Caicedo 44’ Chipperfield 90’ | Marcatori | 70’ Faye |

| Arbitro: | Bertolini |

|  |           |             |
|  | Marcatori | 60’ Tchouga |

#### Prima fase, girone di ritorno
| Arbitro: | Studer |

|                         |           |              |
| Domínguez 12’ Paíto 19’ | Marcatori | 49’ Scarione |

| Arbitro: | Rogalla |

|          |           |             |
| Rama 28’ | Marcatori | 24’ Nuzzolo |

| Arbitro: | Laperrière |

|  |           |                                        |
|  | Marcatori | 11’ Andrist 40’, 81’ Rama 85’ Scarione |

| Arbitro: | Wildhaber |

|             |           |                   |
| Glarner 61’ | Marcatori | 65’ (aut.) Gerber |

| Arbitro: | Circhetta |

|                                           |           |  |
| Ianu 9’, 26’ Rogério 19’, 24’ Bastida 57’ | Marcatori |  |

| Thun 4 novembre 2007, ore 16:00 CET 15ª giornata | Thun        | 0 – 0 referto | Young Boys | Lachenstadion (6 800 spett.)\| Arbitro: \| Wermelinger \| |
| Arbitro:                                         | Wermelinger |               |            |                                                           |

| Arbitro: | Kever |

|                          |           |              |
| Bobadilla 11’ Santos 71’ | Marcatori | 61’ Iashvili |

| Arbitro: | Zimmermann |

|  |           |                          |
|  | Marcatori | 27’ Eduardo 74’ Carlitos |

| Arbitro: | Rogalla |

|             |           |                |
| Tchouga 90’ | Marcatori | 8’ Rama 42’ Ba |

#### Seconda fase, girone di andata
| Arbitro: | Kever |

|          |           |  |
| Abdi 64’ | Marcatori |  |

| Arbitro: | Studer |

|                   |           |                          |
| Faye 18’ Rama 87’ | Marcatori | 49’ Sarni 51’ Crettenand |

| Arbitro: | Hänni |

|  |           |                 |
|  | Marcatori | 28’ Lustrinelli |

| Arbitro: | Laperrière |

|                                |           |  |
| Ural 42’ Callà 64’ Koubský 89’ | Marcatori |  |

| Arbitro: | Wildhaber |

|                |           |                        |
| Zakrzewski 58’ | Marcatori | 66’, 79’, 88’ Derdiyok |

| Arbitro: | Kever |

|                                           |           |  |
| Santos 35’ Vallori 39’, 71’ Bobadilla 86’ | Marcatori |  |

| Arbitro: | Wermelinger |

|  |           |                      |
|  | Marcatori | 7’ Rama 56’ Scarione |

| Arbitro: | Zimmermann |

|               |           |          |
| Ba 47’ (rig.) | Marcatori | 49’ Ianu |

| Arbitro: | Studer |

|                                         |           |                      |
| Ghezal 41’, 85’ Frimpong 88’ Varela 90’ | Marcatori | 4’ Rama 79’ Scarione |

#### Seconda fase, girone di ritorno
| Arbitro: | Busacca |

|  |           |                                                |
|  | Marcatori | 63’ (rig.), 81’ Yakın 77’ Häberli 86’ Raimondi |

| Arbitro: | Bertolini |

|                             |           |  |
| Page 42’ Nushi 50’ Ianu 65’ | Marcatori |  |

| Arbitro: | Circhetta |

|                       |           |             |
| Ferreira 52’ Rama 84’ | Marcatori | 20’ Merenda |

| Arbitro: | Laperrière |

|  |           |                         |
|  | Marcatori | 70’ Bobadilla 89’ Madou |

| Arbitro: | Studer |

|                                            |           |                     |
| Ergić 10’ Majstorović 17’ (rig.) Degen 78’ | Marcatori | 38’ (rig.) Scarione |

| Arbitro: | Circhetta |

|                     |           |            |
| Scarione 52’ (rig.) | Marcatori | 75’ Bratić |

| Arbitro: | Wildhaber |

|                                                      |           |  |
| El-Idrissi 39’ Schwegler 55’ Lustrinelli 78’ Shi 85’ | Marcatori |  |

| Arbitro: | Busacca |

|                                                        |           |  |
| Domínguez 22’, 82’ M'Futi 35’ Saborío 50’ Grosicki 60’ | Marcatori |  |

| Arbitro: | Petignat |

|            |           |               |
| Gerber 50’ | Marcatori | 68’ Tahirović |

### Coppa Svizzera
| 16 settembre 2007, ore 15:00 CEST Primo turno | Porrentruy | 0 – 4 | Thun |  |

| 21 ottobre 2007, ore 15:00 CEST Secondo turno | Cham | 0 – 1 | Thun |  |

| 24 novembre 2007, ore 17:45 CET Ottavi di finale | Lucerna | 0 – 1 | Thun |  |

| 15 dicembre 2007, ore 17:45 CET Quarti di finale | Thun | 2 – 1 | Zurigo |  |

| 27 febbraio 2008, ore 20:15 CET Semifinale | Basilea | 1 – 0 | Thun |  |

## Statistiche

### Statistiche di squadra
| Competizione   | Punti | In casa | In casa | In casa | In casa | In casa | In casa | In trasferta | In trasferta | In trasferta | In trasferta | In trasferta | In trasferta | Totale | Totale | Totale | Totale | Totale | Totale | DR  |
| Competizione   | Punti | G       | V       | N       | P       | Gf      | Gs      | G            | V            | N            | P            | Gf           | Gs           | G      | V      | N      | P      | Gf     | Gs     | DR  |
| -------------- | ----- | ------- | ------- | ------- | ------- | ------- | ------- | ------------ | ------------ | ------------ | ------------ | ------------ | ------------ | ------ | ------ | ------ | ------ | ------ | ------ | --- |
| Super League   | 27    | 18      | 3       | 7       | 8       | 14      | 27      | 18           | 3            | 2            | 13           | 16           | 43           | 36     | 6      | 9      | 21     | 30     | 70     | -40 |
| Coppa Svizzera | -     | 1       | 1       | 0       | 0       | 2       | 1       | 4            | 3            | 0            | 1            | 6            | 1            | 5      | 4      | 0      | 1      | 8      | 2      | +6  |
| Totale         | 27    | 19      | 4       | 7       | 8       | 16      | 28      | 22           | 6            | 2            | 14           | 22           | 44           | 41     | 10     | 9      | 22     | 38     | 72     | -34 |

### Andamento in campionato
| Giornata  | 1 | 2 | 3 | 4 | 5 | 6 | 7 | 8 | 9 | 10 | 11 | 12 | 13 | 14 | 15 | 16 | 17 | 18 | 19 | 20 | 21 | 22 | 23 | 24 | 25 | 26 | 27 | 28 | 29 | 30 | 31 | 32 | 33 | 34 | 35 | 36 |
| --------- | - | - | - | - | - | - | - | - | - | -- | -- | -- | -- | -- | -- | -- | -- | -- | -- | -- | -- | -- | -- | -- | -- | -- | -- | -- | -- | -- | -- | -- | -- | -- | -- | -- |
| Luogo     | C | T | C | T | C | T | C | T | C | T  | C  | T  | C  | T  | C  | T  | C  | T  | T  | C  | C  | T  | C  | T  | T  | C  | T  | C  | T  | C  | C  | T  | C  | T  | T  | C  |
| Risultato | P | N | V | P | P | N | V | P | P | P  | N  | V  | N  | P  | N  | P  | P  | V  | P  | N  | P  | P  | P  | P  | V  | N  | P  | P  | P  | V  | P  | P  | N  | P  | P  | N  |
| Posizione | 8 | 7 | 5 | 8 | 9 | 9 | 7 | 9 | 9 | 10 | 10 | 7  | 7  | 9  | 9  | 9  | 9  | 9  | 9  | 9  | 10 | 10 | 10 | 10 | 10 | 10 | 10 | 10 | 10 | 10 | 10 | 10 | 10 | 10 | 10 | 10 |

Legenda:

Luogo: C = Casa; T = Trasferta. Risultato: V = Vittoria; N = Pareggio; P = Sconfitta.

### Statistiche dei giocatori
| S. Andrist           | 27 | 1 | 5 | 0 |
| Ó. Espósito          | 34 | 4 | 5 | 0 |
| I. Ba                | 20 | 2 | 3 | 0 |
| P. Bettoni           | 31 | 0 | 2 | 2 |
| F. Burgmeier         | 17 | 0 | 3 | 0 |
| J. Bühler            | 6  | 0 | 0 | 0 |
| L. Calapes           | 7  | 0 | 0 | 0 |
| E. Colic             | 0  | 0 | 0 | 0 |
| J. Di Fabio          | 22 | 0 | 3 | 2 |
| L. Došek             | 25 | 0 | 0 | 0 |
| P. Faye              | 29 | 3 | 2 | 0 |
| N. Ferreira          | 34 | 3 | 5 | 0 |
| R. Friedli           | 8  | 0 | 1 | 0 |
| S. Galli             | 2  | 0 | 1 | 0 |
| A. Gavatorta         | 26 | 1 | 9 | 0 |
| A. Gerber            | 32 | 2 | 3 | 0 |
| S. Glarner           | 15 | 1 | 3 | 0 |
| L. Guldan            | 24 | 0 | 3 | 2 |
| M. Hämmerli          | 9  | 0 | 1 | 0 |
| S. Iashvili          | 21 | 1 | 1 | 0 |
| B. Lüthi             | 5  | 0 | 1 | 0 |
| A. Nyman             | 31 | 1 | 5 | 0 |
| A. Portmann          | 1  | 0 | 0 | 0 |
| M. Rama              | 28 | 8 | 2 | 0 |
| Ó. Scarione          | 31 | 6 | 3 | 1 |
| M. Schönenberger     | 5  | 0 | 3 | 0 |
| A. Sidimoulayelfadil | 1  | 0 | 0 | 0 |
| F. Stoller           | 0  | 0 | 0 | 0 |
| S. Stulz             | 6  | 0 | 1 | 0 |
| M. Volina            | 1  | 0 | 0 | 0 |
| Y. Zahnd             | 15 | 0 | 0 | 0 |
| Z. Zakrzewski        | 15 | 1 | 1 | 0 |